# Zbójcy (opera)
Zbójcy (wł. I masnadieri) – opera Giuseppe Verdiego w czterech aktach. Libretto napisał Andrea Maffei na podstawie dramatu Friedricha Schillera pod tym samym tytułem (niem. Die Räuber).

## Obsada
| Rola                                | Rodzaj głosu | Obsada premierowa, 22 lipca 1847 |
| ----------------------------------- | ------------ | -------------------------------- |
| Massimiliano                        | bas          | Luigi Lablache                   |
| Carlo, starszy syn Massimiliano     | tenor        | Italo Gardoni                    |
| Francesco, młodszy syn Massimiliano | baryton      | Filippo Coletti                  |
| Amalia                              | sopran       | Jenny Lind                       |
| Arminio, służący                    | tenor        | Leone Corelli                    |
| Rolla, członek bandy zbójców        | baryton      |                                  |
| Moser, ksiądz                       | bas          | Lucien Bouché                    |
| chór zbójców                        |              |                                  |

## Czas i miejsce akcji
Czas: między 1755 a 1757
Miejsce: Niemcy